# Protolestes rufescens
Protolestes rufescens – gatunek ważki z monotypowej rodziny Protolestidae. Endemit Madagaskaru; znany tylko z miejsca typowego w Ampolomita w centralnej części wyspy.